# Gare de Montrichard
Gare de Montrichard – stacja kolejowa w Montrichard, w departamencie Loir-et-Cher, w Regionie Centralnym, we Francji.
Jest stacją Société nationale des chemins de fer français (SNCF), obsługiwaną przez pociągi TER Centre, kursujące między Tours, Vierzon i Bourges.